# Labeo parvus
Labeo parvus е вид лъчеперка от семейство Шаранови (Cyprinidae). Видът не е застрашен от изчезване.

## Разпространение и местообитание
Разпространен е в Ангола, Бенин, Буркина Фасо, Габон, Гамбия, Гана, Гвинея, Гвинея-Бисау, Демократична република Конго, Замбия, Камерун, Кот д'Ивоар, Либерия, Мали, Нигер, Нигерия, Сенегал, Сиера Леоне, Танзания, Того, Централноафриканска република и Чад.
Обитава крайбрежията на сладководни басейни, реки и потоци.

## Описание
На дължина достигат до 38 cm, а теглото им е не повече от 40 g.